# Bert Langeler
Bert (Lambertus Johannes Jacobus) Langeler (2 maart 1962) is een Nederlandse dirigent en blaasinstrumentpedagoog die zich in 2008 in Estland vestigde.
Langeler is docent koperblaasinstrumenten op de Viljandi Muziekschool (sinds 2008) en hoofd van de afdeling blaasinstrumenten, docent koperblazers van de Võhma Muziekschool (sinds 2016), docent aan de blaasinstrumentenstudio van Võhma (sinds 2014), docent blaasinstrumenten aan de muziekschool Tõrva (sinds 2020) en dirigent van het blaasorkest van de muziekscholen van Tõrva en Viljandi. Sinds 2023 is hij de dirigent van Tallinn Muziek en Ballet School Symfonisch Blaasorkest. Daarnaast heeft hij gewerkt als docent blaasinstrumenten en afdelingshoofd op de Zaltbommel Muziekschool (1985 - 2004) en de Almkerk Muziekschool (1986 - 2003).
Hij is tevens docent didactiek van trompetensemble en orkestwerk op de Viljandi Academie voor Cultuur van de Universiteit van Tartu (sinds 2009), docent van blaasorkestenrepertoire aan de Estse Academie voor Muziek en Theateracademie (sinds 2021) en chef-dirigent van het Estlandse Dirigentenorkest (sinds 2013).
Sinds 2017 is hij dirigent van Estlandse zangfeesten, waar hĳ een 1400-koppig blaasorkest dirigeert. Op het algemene zangfeest in 2019 was hij hoofd van blaasorkesten.